# San Lorenzo in Banale
San Lorenzo in Banale  és un antic municipi italià, dins de la província de Trento. L'any 2007 tenia 1.171 habitants. Limitava amb els municipis d'Andalo, Bleggio Inferiore, Calavino, Dorsino, Lomaso, Molveno, Ragoli, Stenico i Vezzano.
L'1 de gener 2015 es va fusionar amb el municipi de Dorsino creant així el nou municipi de San Lorenzo Dorsino, del qual actualment és una frazione.

## Administració
| Període | Identitat          | Partit        |
| ------- | ------------------ | ------------- |
| 2005-   | Gianfranco Rigotti | Llista cívica |